# 岩木慎也
岩木 慎也（いわき しんや、1993年6月4日 - ）は、埼玉県狭山市出身の元プロサッカー選手。ポジションはMF。
FC東京の下部組織出身。FC東京U-18在籍時の2011年夏にTSV1860ミュンヘンの練習に参加した。
2012年7月、ドイツ・レギオナルリーガ南西部（4部）所属のFC08ホンブルクに加入し、公式戦4試合に出場した。
2022年現在はソサイチの選手に転向し、加部未蘭らとともにエルアグア東京（関東1部）に所属している。

## 所属クラブ
- 2000年 - 2005年 富士見FC / アゼィリアFC
- 2006年 - 2008年 FC東京U-15
- 2009年 - 2011年 FC東京U-18
- 2012年 - 2013年 FC08ホンブルク
- 2020年 - 現在 エルアグア東京